# Richard Francis Pinder
Pour les articles homonymes, voir Pinder.
Richard Francis Pinder, né le 18 octobre 1913 à Londres et mort le 9 décembre 1981 à Croissy-sur-Seine, (Yvelines), fut, pendant la Seconde Guerre mondiale, un agent secret britannique du Special Operations Executive (SOE).

## Biographie
Richard Pinder naît à Londres le 18 octobre 1913. Le 28 novembre 1943, il rejoint la section F du SOE. Il est parachuté sur le causse de Loubressac, dans le Lot, le 8 mars 1944 avec le Lieutenant Edmund Mayer « Maurice », son frère major Percy Mayer « Barthélémy » (Galland) et le captaine Gaston Cohen « Horace ». Ils sont accueillis par George Hiller et cachés par la famille Gambade à Saint-Céré.
Sa mission dans le réseau FOOTMAN consiste à évaluer et former des instructeurs familiarisés avec l'emploi des armes et à agir avec eux pour organiser des sabotages. Un objectif action précis lui est également assigné : stopper la production des usines Ratier à Figeac
Il exerce sa mission d’instructeur en armement dans le Lot (Saint-Céré), le Tarn (Carmaux, Orignac), les Hautes-Pyrénées (Graulhet), l’Aveyron et le Lot-et-Garonne. Il est arrêté à Figeac le 12 mai sous l'identité de Lt. Richard Priollet quand les troupes SS occupent la ville. Il est déporté à « Karlsbad » (aujourd'hui Karlovy Vary, en République tchèque), est soumis aux travaux forcés, survit. Lorsqu’il est libéré, il est suspecté par les Américains. Mais il finit par rentrer à Londres le 14 juillet 1945.
Richard Pinder meurt le 8 décembre 1981. Suivant ses dernières volontés, ses cendres sont dispersées sur le terrain de son parachutage de mars 1944.

## Carrière
- Licencié es lettres à Paris, à la Sorbonne.
- Fellow du Chartered Institute of Linguists (Londres)
- 1938-1940 - Journaliste rédacteur à l'agence de presse Reuters
- 1940-1945 - Officier d'Artillerie, détaché en 1944 au Special Operations Executive (SOE). Officier de liaison (adjoint au Major George Hiller) auprès du groupe Veny.
- 1946-1956 - Fonctionnaire du ministère des Affaires Etrangères détaché à la section allemande puis au Ministère de la Défense Britannique.
- 1956-1978 - Chef du département linguistique de l'Agence spatiale européenne à Paris.

## Identités
- État civil : Richard Francis Pinder
- Comme agent du SOE, section F :
  - Nom de guerre (field name) : « Willy »
  - Nom de code opérationnel : PROSECUTOR (en français PROCUREUR)

## Parcours militaire
- British Army,
- SOE, section F ; grade : Major.

## Reconnaissance

### Distinctions
- Royaume-Uni : Royal Artillery Special Operations Executive,
- France : Croix de guerre 1939-1945 avec palme (citations du 27 novembre 1946).

### Monuments
- Loubressac : une stèle commémore le parachutage, le 8 mars 1944, de Richard Pinder, Maurice et Édouard Mayer et de Gaston Collin.

## Archives
- Les archives principales de Richard Pinder ont été déposées par sa fille Caroline Pinder Cracraft au musée Imperial War Museum à Londres ;
- Quelques archives ont été déposées par Madame Hiller au musée de la Résistance de Cahors ;
- D’autres documents officiels se trouvent aux National Archives britanniques, Kew, Londres.

## Sources et liens externes
- Fiche Richard Pinder, avec photographies sur le site Special Forces Roll of Honour.
- Michael R. D. Foot, Des Anglais dans la Résistance. Le Service Secret Britannique d'Action (SOE) en France 1940-1944, annot. Jean-Louis Crémieux-Brilhac, Tallandier, 2008,  (ISBN 978-2-84734-329-8) /  (EAN 9782847343298). Traduction en français par Rachel Bouyssou de (en) SOE in France. An account of the Work of the British Special Operations Executive in France, 1940-1944, London, Her Majesty's Stationery Office, 1966, 1968 ; Whitehall History Publishing, in association with Frank Cass, 2004. Ce livre présente la version officielle britannique de l’histoire du SOE en France. Une référence essentielle sur le sujet.
- Raymond Picard et Jean Chaussade, Ombres et espérances en Quercy 1940-1945. Les groupes Armée Secrète Vény dans leurs secteurs du Lot, Éditions Privat (et Association des Anciens de l’Armée secrète et des groupes Vény du Lot), 1980 ;  (ISBN 2-7089-9001-2). En particulier p. 151 et 161.
- Lt. Col. E.G. Boxshall, Chronology of SOE operations with the resistance in France during world war II, 1960, document dactylographié (exemplaire en provenance de la bibliothèque de Pearl Witherington-Cornioley, consultable à la bibliothèque de Valençay). Voir sheet 26, FOOTMAN CIRCUIT.